# یانارا ایدو
یانارا ایدو (انگلیسی: Yanara Aedo؛ زادهٔ ۵ اوت ۱۹۹۳) بازیکن فوتبال اهل شیلی است.
از باشگاه‌هایی که در آن بازی کرده‌است می‌توان به باشگاه فوتبال زنان والنسیا، باشگاه فوتبال کولو-کولو، و واشینگتن اسپیریت اشاره کرد.
وی همچنین در تیم‌های ملی فوتبال Chile women's national under-17 football team و زنان شیلی بازی کرده‌است.